# Вевисский район
Вевисский район (лит. Vievio rajonas) — административно-территориальная единица в составе Литовской ССР, существовавшая в 1950—1962 годах. Центр — город Вевис.
Вевисский район был образован в составе Вильнюсской области Литовской ССР 20 июня 1950 года. В его состав вошли 4 сельсовета Кайшядорского уезда и 23 сельсовета Тракайского уезда. Одновременно центр района Вевис получил статус города.
28 мая 1953 года в связи с ликвидацией Вильнюсской области Вевисский район перешёл в прямое подчинение Литовской ССР.
1 июля 1955 года к Вевисскому району отошли 2 сельсовета упразднённого Жежмарского района.
8 декабря 1962 года Вевисский район был упразднён, а его территория разделена между Кайшядорским и Тракайским районами.